# 2012-es AEGON International
A 2012-es AEGON International tenisztornát a Nagy-Britanniában található Eastbourne-ben rendezték meg 2012. június 16. és 23. között. A férfiak számára az ATP World Tour 250 kategóriába tartozó verseny negyedik kiadását tartották meg, a nők számára pedig 38. alkalommal került sor a Premier kategóriájú eseményre 2012-ben.

## Győztesek
A férfiak egyéni versenyét a hatodik kiemelt Andy Roddick nyerte meg, miután a 72 percig tartó fináléban 6–3, 6–2-re legyőzte a címvédő Andreas Seppit. Az amerikai játékos első ATP-győzelmét aratta 2012-ben, ezzel azon kevés játékosok egyike lett, akik tizenkét egymást követő szezonban legalább egy versenyt meg tudtak nyerni. Az elődöntőben egy másik mérföldkőhöz is eljutott, mivel ottani ellenfele legyőzésével karrierje 600. mérkőzését nyerte meg; ő a tizenkilencedik teniszező a férfiak mezőnyében, aki elérte ezt a számot, az aktív játékosok közül is csak Roger Federer lépte túl ezt a határt. Roddicknak ez volt pályafutása harmincegyedik tornagyőzelme egyéniben, közülük ötöt füves pályán ért el.
A nőknél az osztrák Tamira Paszek győzött, aki az elődöntőben elbúcsúztatta a címvédő Marion Bartolit is. Az osztrák játékos ellenfele a döntőben az ötödik kiemelt Angelique Kerber volt, akit 5–7, 6–3, 7–5-re sikerült legyőznie. Paszek annak ellenére nyerte meg a mérkőzést, hogy ellenfele a döntő szettben 5–3-ra vezetett, s fogadóként 0–40-nél három egymást követő mérkőzéslabdája is volt, majd még további kettő, de mindegyik kihasználatlanul maradt. Paszeknek ez volt pályafutása eddigi legnagyobb diadala, először tudott megnyerni egy Premier tornát. Két tornagyőzelmet jegyezhetett eddig, 2006-ban Portorožban, 2010-ben Québecben ünnepelhetett.
A férfiak páros küzdelmeit egy brit kettős, a harmadik kiemeltként elinduló Colin Fleming és Ross Hutchins nyerte meg, akik a negyeddöntőben legyőzték a címvédő Jónátán Erlich–Andi Rám-párost is. A döntőben – csupán néhány órával azután, hogy befejezték az előző napon félbeszakadt elődöntőjüket – 1 óra 17 perc alatt 6–4, 6–3-ra múlták felül honfitársaikat, a szabadkártyás Jamie Delgado–Ken Skupski-duót, megszerezve ezzel harmadik közös tornagyőzelmüket.
A nők páros versenyében szintén a későbbi tornagyőztes búcsúztatta el a címvédőt: a negyedik kiemelt Nuria Llagostera Vives–María José Martínez Sánchez-kettős előbb az elődöntőben felülmúlta a 2011-ben diadalmaskodó Květa Peschke–Katarina Srebotnik-duót, majd a finálét is győztesen fejezte be, miután az első szett 6–4-es megnyerése után ellenfelük, az első kiemelt Liezel Huber–Lisa Raymond-páros az előbbi játékos combsérülése miatt feladta a mérkőzést. Llagostera Vivesnek és Martínez Sáncheznek ez volt a tizedik közös WTA-győzelme.

## Döntők

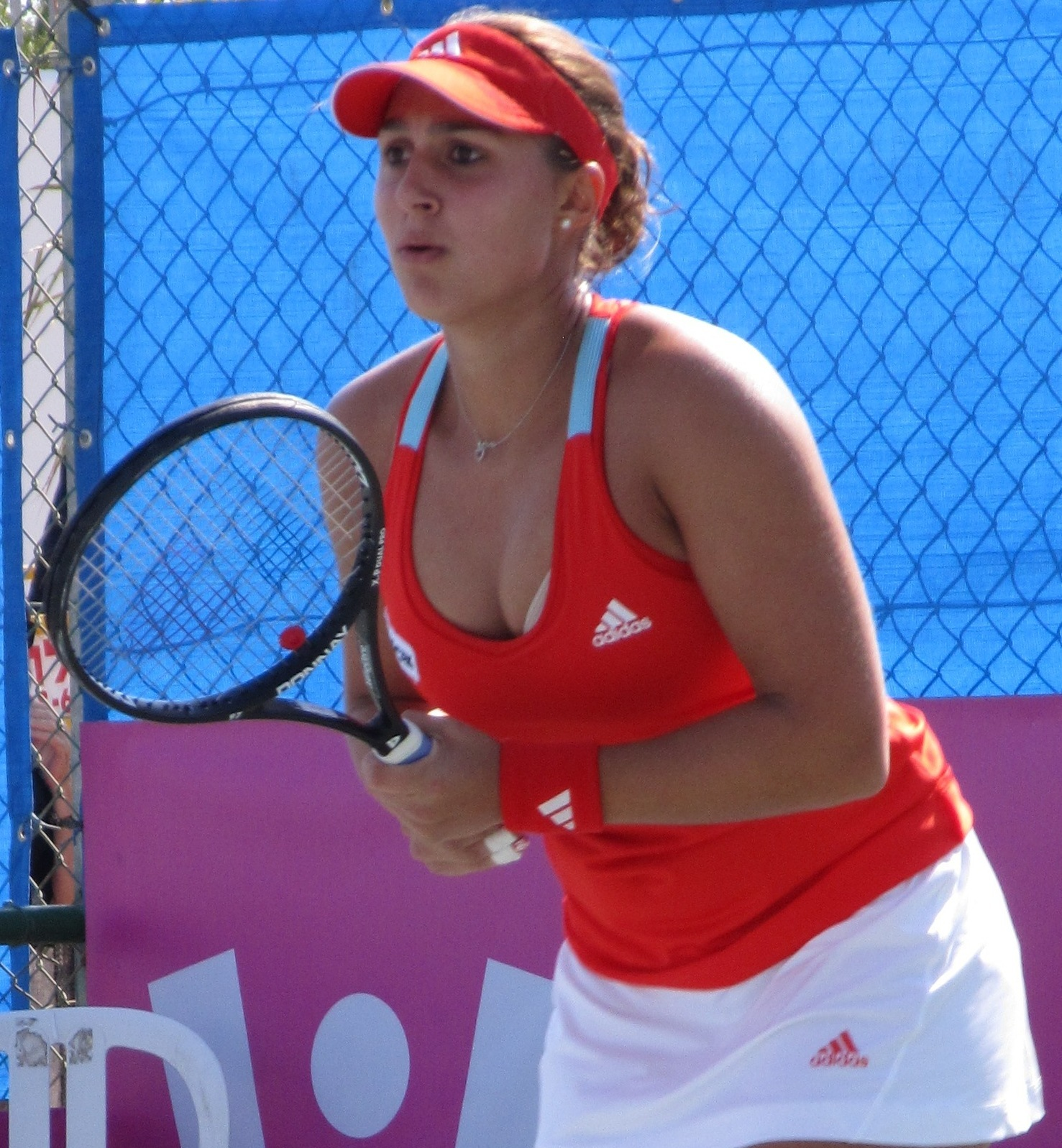
Tamira Paszek először nyert meg egy Premier tornát

### Férfi egyes
Andy Roddick –  Andreas Seppi 6–3, 6–2

### Női egyes
Tamira Paszek –  Angelique Kerber 5–7, 6–3, 7–5

### Férfi páros
Colin Fleming /  Ross Hutchins –  Jamie Delgado /  Ken Skupski 6–4, 6–3

### Női páros
Nuria Llagostera Vives /  María José Martínez Sánchez –  Liezel Huber /  Lisa Raymond 6–4, feladták

## Világranglistapontok
| Eredmény           | Férfi egyes | Férfi páros | Női egyes | Női páros |
| ------------------ | ----------- | ----------- | --------- | --------- |
| Győzelem           | 250         | 250         | 470       | 470       |
| Döntő              | 150         | 150         | 320       | 320       |
| Elődöntő           | 90          | 90          | 200       | 200       |
| Negyeddöntő        | 45          | 45          | 120       | 120       |
| 16 között          | 20          | 0           | 60        | 1         |
| 32 között          | 0           | –           | 1         | –         |
| Főtáblára jutás    | 12          | –           | 20        | –         |
| Selejtező (döntő)  | 6           | –           | 12        | –         |
| Selejtező (2. kör) | 0           | –           | 8         | –         |
| Selejtező (1. kör) | 0           | –           | 1         | –         |

## Pénzdíjazás
A torna összdíjazása a férfiaknál 455 700 euró volt, az egyéni bajnok 71 000, a győztes páros együttesen 22 750 eurót kapott. A nőknél 637 000 amerikai dollár volt az összdíjazás, az egyéni győztes 107 000, a győztes páros együttesen 33 000 dollárban részesült.
| Eredmény           | Férfi egyes | Férfi páros | Női egyes | Női páros |
| ------------------ | ----------- | ----------- | --------- | --------- |
| Győzelem           | 71 000 €    | 22 750 €    | 107 000 $ | 33 000 $  |
| Döntő              | 37 400 €    | 11 960 €    | 57 000 $  | 17 600 $  |
| Elődöntő           | 20 270 €    | 6500 €      | 35 500 $  | 9600 $    |
| Negyeddöntő        | 11 550 €    | 3720 €      | 16 000 $  | 4900 $    |
| 16 között          | 6800 €      | 2170 €      | 8400 $    | 2650 $    |
| 32 között          | 4030 €      | –           | 4500 $    | –         |
| Selejtező (döntő)  | 685 €       | –           | 860 $     | –         |
| Selejtező (2. kör) | 330 €       | –           | 460 $     | –         |
| Selejtező (1. kör) | 0 €         | –           | 265 $     | –         |